# 미하일로 포돌랴크

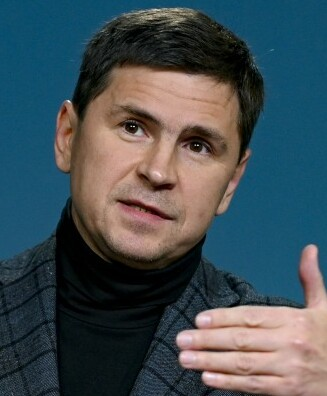
미하일로 포돌랴크

미하일로 미하일로비치 포돌랴크(우크라이나어: Михайло Михайлович Подоляк, 1972년 2월 16일 ~ )는 우크라이나의 정치인, 언론인, 협상가이다. 현재 우크라이나 대통령 볼로디미르 젤렌스키의 고문이다.
2022년 러시아의 우크라이나 침공 중 러시아-우크라이나 평화 협상에서 우크라이나 대표 중 한 명이었다.

## 생애
1989년부터 2004년까지는 벨라루스에서 살았으며, 민스크 국립 의학대학(Belarusian State Medical University)을 졸업했다.

## 가족
미하일로의 형 블라디미르(1965년-2024년)는 1987년부터 거주해 온 러시아 시민이었고, 언론 보도에 따르면 러시아 연방보안국(FSB)의 대령이었다. 미하일 포돌랴크는 형의 러시아 특수부대 복무를 부인하지 않았지만, 그는 2021년 현재 이미 오래 전에 은퇴했다고 말했다..